# Hanna Petrynowska

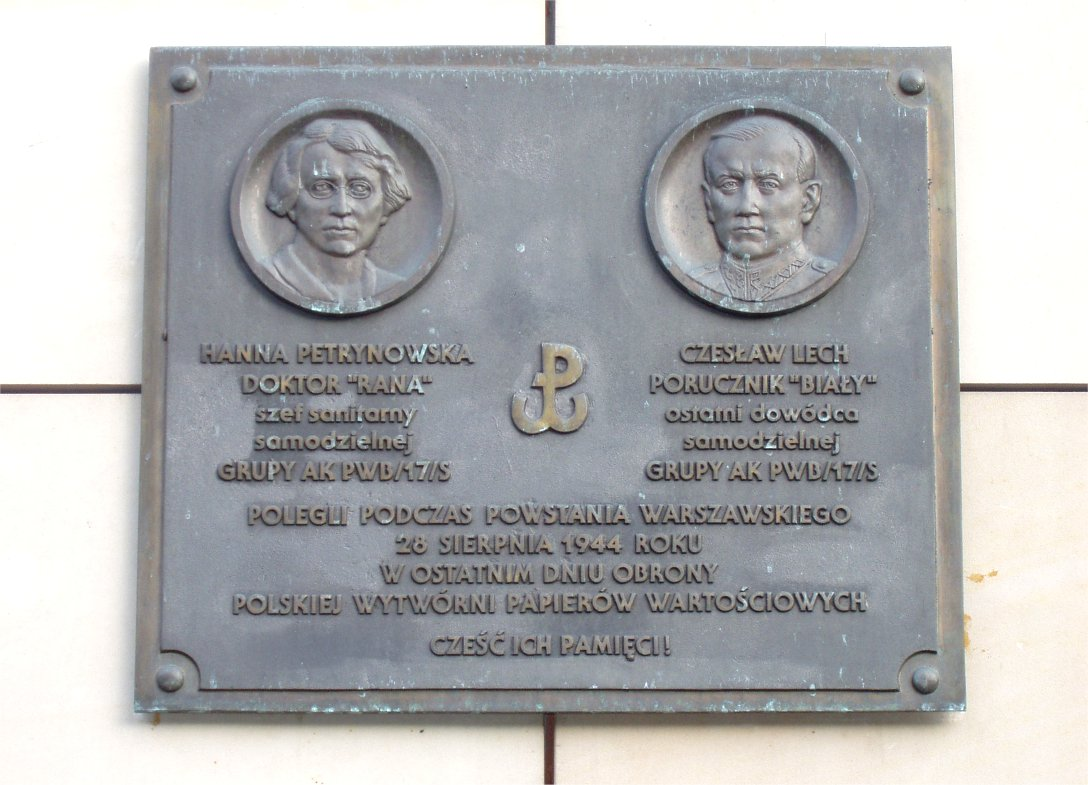
Tablica na ścianie gmachu PWPW

Hanna Petrynowska z domu Żabińska ps. „Rana”, „Maria Rana” (ur. 23 lutego 1901 w Warszawie, zm. 28 sierpnia 1944 tamże) – polska doktor medycyny, pediatra, podczas okupacji niemieckiej (od 1940) i w powstaniu warszawskim szef sanitarny Samodzielnej Grupy AK PWB/17/S (Załoga Polskiej Wytwórni Papierów Wartościowych).

## Życiorys
Córka Józefa Żabińskiego i Heleny z domu Strzeszewskiej. W 1918 ukończyła pensję panny Hewelkówny. W latach 1918–1924 studiowała na Wydziale Lekarskim Uniwersytetu Warszawskego. 6 grudnia 1924 uzyskała dyplom doktora wszech nauk lekarskich. W 1925 podjęła pracę jako lekarz rejonowy w Miejskiej Pomocy Lekarskiej i w Ubezpieczalni Społecznej. W 1940 została lekarzem zakładowym Polskiej Wytwórni Papierów Wartościowych (PWPW). Na tym stanowisku zastąpiła swojego męża, który został aresztowany przez Niemców. Działała w konspiracji ZWZ-AK, w sanitariacie zlokalizowanym w PWPW, w grupie PWB-17 (Podziemnej Wytwórni Banknotów). W sierpniu 1944, po wybuchu powstania warszawskiego zorganizowała i prowadziła w piwnicach PWPW szpital polowy.  Rano 28 sierpnia żołnierze niemieccy  wtargnęli do gmachu PWPW. Wyniesienie ciężko rannych ze szpitala okazało się w tej sytuacji niemożliwe. Doktor Petrynowska dobrowolnie pozostała z nimi. Najprawdopodobniejsza wersja zdarzeń głosi, iż Niemcy zastali dr Petrynowską podczas wykonywania operacji. Kazali jej odejść od stołu operacyjnego, lecz ona odmówiła, odpowiadając, że odejdzie gdy skończy operację. Żołnierze niemieccy zastrzelili doktor Petrynowską, a następnie sanitariuszki i 30 ciężko rannych powstańców. Nie ustalono dotychczas miejsca jej pochowania, istnieje jedynie grób symboliczny.
Jej mąż, dr Marian Petrynowski, przedwojenny lekarz zakładowy Polskiej Wytwórni Papierów Wartościowych, zginął w niemieckim obozie koncentracyjnym Mauthausen w 1940 roku. Jej brat Jan Żabiński był zoologiem i dyrektorem ZOO w Warszawie.
W dniu 2 sierpnia 2005 roku odsłonięta została tablica pamiątkowa poświęcona Hannie Petrynowskiej na ścianie jednego z budynków PWPW S.A., wykonana przez Annę i Krystiana Jarnuszkiewiczów.

## Ordery i odznaczenia
- Krzyż Srebrny Orderu Wojennego Virtuti Militari
- Złoty Krzyż Zasługi z Mieczami (1942 r.)